# Gruver (Texas)
Gruver é uma cidade localizada no estado norte-americano do Texas, no Condado de Hansford.

## Demografia
Segundo o censo norte-americano de 2000, a sua população era de 1162 habitantes.
Em 2006, foi estimada uma população de 1122, um decréscimo de 40 (-3.4%).

## Geografia
De acordo com o United States Census Bureau tem uma área de
2,8 km², dos quais 2,8 km² cobertos por terra e 0,0 km² cobertos por água. Gruver localiza-se a aproximadamente 968 m acima do nível do mar.

## Localidades na vizinhança
O diagrama seguinte representa as localidades num raio de 44 km ao redor de Gruver.